# 장윤기
장윤기(張潤基, 1951년 ~)는 대한민국의 법원행정처장을 역임한 법조인이다.

## 생애
1951년 경상북도 칠곡군에서 태어난 장윤기는 경북고등학교와 서울대학교 법학과를 졸업하고 1973년 제15회 사법시험에 합격했다. 1975년 부산지방법원 판사에 임용되었다. 1990년 부장판사로 승진하여 대구지방법원, 부산고등법원, 대구고등법원에서 부장판사를 하다가 2005년에 법원장으로 승진하여 창원지방법원에서 법원장을 지내다 2005년 12월 법원행정처장에 임명되어 2년동안 재직하였다.